# أنتوني ديكسون
أنتوني ديكسون (بالإنجليزية: Anthony Dixon)‏ هو لاعب كرة قدم أمريكية أمريكي، ولد في 24 سبتمبر 1987 في جاكسون في الولايات المتحدة.

## وصلات خارجية
- أنتوني ديكسون على موقع مرجع كرة القدم المحترفة.كوم (الإنجليزية)